# Johannes Canis
Johannes Canis (* 1895; † 1977 in Bauschlott) war ein deutscher Grafiker, Designer und Regisseur.

## Leben
Canis machte eine Buchhändlerlehre und arbeitete als Direktor der Unternehmensberatung Westdeutsche Treuhandgesellschaft Bochum. Zwischen 1924 und 1926 wurde die Abteilung der Werbegestaltung unter der Bezeichnung „werbebau“ aus dem Unternehmen ausgegliedert. Canis leitete diese neue Firma bis 1927 zusammen mit Max Burchartz, von 1927 bis 1928 zusammen mit Walter Seifert und ab 1928 zusammen mit Anton Stankowski. 
1932 zog Canis nach Heidelberg, von 1936 bis 1940 produzierte er Werbe- und Dokumentarfilme. Nach 1945 betrieb er ein Fotogeschäft in Heidelberg. Von 1964 bis 1968 war er Vorsitzender der Künstlergilde Buslat in Bauschlott.

## Veröffentlichungen (Auswahl)
- Unbekanntes Handwerk. Filmzyklus im Auftrag der Reichsstelle für den Unterrichtsfilm, 1934ff.[1]
- Bauern als Künstler. Filmzyklus im Auftrag der Reichsstelle für den Unterrichtsfilm, 1934ff.[1]
- Schatzkammer von tausend Jahren, 1937 [Werbefilm der Stadt Aachen][2]
- Bruderschaft der Arbeit. Film, 1938.[3]
- Hrsg.: Heimat Bauschlott: Dokumentation aus Geschichte, Kultur und Wirtschaft. Gemeinde Bauschlott, Bauschlott 1971.